# Недељко Парезановић
Недељко Парезановић (Ивањица, 25. август 1932) српски је математичар и информатичар, редовни професор Универзитета у Београду.

## Биографија
Основну школу је завршио у Ивањици, а средњу школу у Београду. Дипломирао је 1957. године на Природно-математичком факултету Универзитета у Београду на групи за механику. На истом факултету је и докторирао 1961. код професора Тадије Пејовића.
Од 1950-1957. године је радио у студију Радио Београда, а по дипломирању прелази у Војно-технички институт ЈНА ВТИ у Београду. Године 1959. прелази у Институт за нуклеарне науке „Винча“, а 1961. године прелази у Институт Михајло Пупин у Београду. Универзитетску каријеру почиње у звању ванредног професора на Електронском факултету у Нишу, а на Природно-математички факултет Универзитета у Београду прелази 1972. године. На овом факултету је изабран у звање редовног професора 1980. године. На овом факултету остаје до одласка у пензију 1997. године са 46 година радног стажа, од чега 40 година у области рачунарства. Био је руководилац рачунског центра Математичког института САНУ у Београду и шеф Катедре за рачунарство и информатику Математичког факултета у Београду од њеног оснивања. За своја предавања писао је уџбенике, најзначајнији су били „Програмски језик Fortran IV“ и „Основи рачунарских система“. Био је ментор више докторских дисертација, међу којима су Војислав Стојковић (1981), Гордана Павловић-Лажетић (1988), Иван Обрадовић (1991), Душко Витас (1993), Цветана Крстев (1997), Сања Петровић (1997) и други. Био је редактор и рецензент Лексикона „Оксфордски Речник Рачунарства“ (превод групе од 12 преводилаца са енглеског језика Енциклопедије: Mr.V.Illingworth, Dictionary of Computing, 1986), Издавач НОЛИТ, 482 стр, формат 24, Београд, 1990. године.
Радио је на развоју више домаћих рачунара: ХРС-100 -„Космос“ у Институту Михајло Пупин у Београду у сарадњи с Институтом за аутоматику и телемеханику из Москве, CER-11 и CER-30 у Институту Михајло Пупин у Београду и TRS 501 и TRS 511 за потребе Творнице рачунских стројева TRS у Загребу.